# Монако на Светском првенству у атлетици на отвореном 2013.
Монако је учествовало на Светском првенству у атлетици на отвореном 2013. одржаном у Москви од 10. до 18. августа, десети пут. Репрезентацију Монака представљао је један атлетичар који се такмичио у трчању на 800 метара.
На овом првенству Монако није освојило ниједну медаљу, нити је постигнут неки рекорд.

## Резултати

### Мушкарци
| Атлетичар | Дисциплина | Лични рекорд | Квалификације | Квалификације | Полуфинале           | Полуфинале           | Финале               | Финале       | Детаљи |
| Атлетичар | Дисциплина | Лични рекорд | Резултат      | Место         | Резултат             | Место                | Резултат             | Место        | Детаљи |
| --------- | ---------- | ------------ | ------------- | ------------- | -------------------- | -------------------- | -------------------- | ------------ | ------ |
| Брис Ете  | 800 м      | 1:47,03 НР   | 1:53,60       | 6 гр 2        | Није се квалификовао | Није се квалификовао | Није се квалификовао | 42 / 47 (49) |        |